# Tim Daly

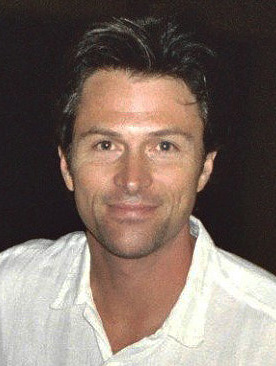
Tim Daly i samband med Emmy-galan 1995.

James Timothy "Tim" Daly, född 1 mars 1956 i New York i New York, är en amerikansk skådespelare, röstskådespelare och filmproducent.
Tim Daly var mellan 1982 och 2010 gift med skådespelaren Amy Van Nostrand och har två barn. Hans tio år äldre syster, Tyne Daly (känd från bland annat TV-serien Cagney och Lacey) är också skådespelare. Även deras far James Daly var skådespelare.

## Filmografi, i urval
- 1982 – Fiket
- 1987 – Made in Heaven
- 1988 – Min granne Totoro (röst, engelsk dubbning)
- 1988 – Spellbinder
- 1990–1997 – Vingar (TV-serie) (172 avsnitt)
- 1992 – Den vilda jakten på vinet
- 1995 – Denise på tråden
- 1995 – Dr. Jekyll and Ms. Hyde
- 1996 – En värsting på Wall Street
- 1996–2000 – Stålmannen (TV-serie) (röst, 53 avsnitt)
- 1997–2000 – The New Batman/Superman Adventures (TV-serie) (röst)
- 1998 – Mannen i mitt liv
- 1999 – Seven Girlfriends
- 1999 – Storm of the Century (TV-serie) (tre avsnitt)
- 2003 – Basic - Farligt uppdrag
- 2004–2007 – Sopranos (TV-serie) (fyra avsnitt)
- 2006–2007 – The Nine (TV-serie) (13 avsnitt)
- 2007–2012 – Private Practice (TV-serie) (98 avsnitt)
- 2009 – The Skeptic
- 2014 – Low Down
- 2014 – The Mindy Project (TV-serie)
- 2014 – Hot in Cleveland (TV-serie)
- 2014–2015 – Madam Secretary (TV-serie)
- 2024 – The Unholy Trinity